# 汶纳家族
汶樂（波斯語：‎）是拉达那哥欣王国早期的一个波斯裔贵族家庭。到19世纪，该家族的权势和影响力达到了顶峰。该家族受到却克里君主的青睐，并获得了垄断的高级爵位。四位“颂德昭披耶”有三位来自汶纳家族。在前宫危机爆发之前，他们在政府和外交关系中发挥着关键作用。当朱拉隆功为集权而试图收回贵族的权力时，汶纳家族逐步退出了暹罗政治权力的中心，但继续担任重要的官职。

## 历史

### 先祖
波斯商人谢赫·艾哈迈德与其兄默罕默德·赛义德于公元1600年左右移居暹罗。谢赫·艾哈迈德来自萨非王朝的库姆，后来成为阿瑜陀耶的富商，担任“昭阁陇他华”（เจ้ากรมท่าขวา，意译“右埠之主”，职责为监督波斯、印度和欧洲等来自西方的商人）一职，为国王颂昙效命。他也被任命为“朱拉罗阇门特里（จุฬาราชมนตรี，意译“舒拉皇家顾问”) ，管理暹罗所有的什叶派穆斯林。

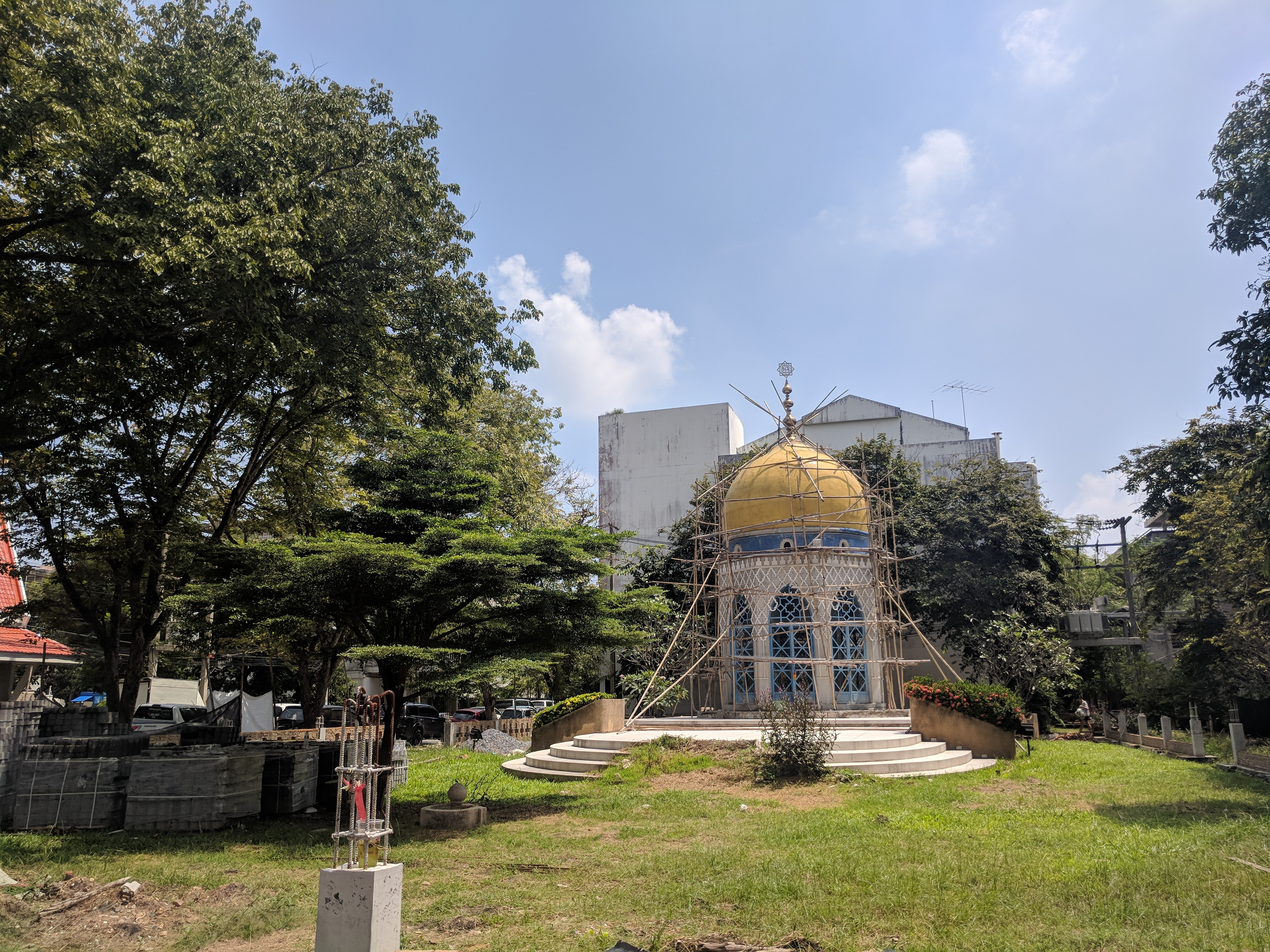
阿瑜陀耶的谢赫·艾哈迈德墓

在制伏了以山田长政为首的一支流浪武士团后，谢赫·艾哈迈德成为“萨穆哈纳优”（สมุหนายก，宰相）。谢赫·艾哈迈德的后代掌管着暹罗的政治、贸易和外交事务，不仅垄断了朱拉罗阇门特里这一官职，多人还成为“萨穆哈纳优”，其后代皆皈依佛门。

### 发迹
汶纳为谢赫·艾哈迈德的后人，在发妻去世后，他娶了娜的姐姐暖为第二任妻子，而娜则是通銮的妻子。虽然通銮是吞武里的权贵，但由于他童年与达信的冲突，使得汶纳无缘仕途。后来，却克里王朝建立，通銮于1782年登基，史称拉玛一世。九军战争期间，汶纳带领暹罗军队对抗缅军。后被提拔为防长（กลาโหม），称为昭披耶·阿卡玛哈先那（เจ้าพระยาอรรคมหาเสนา）。
阿卡玛哈先那成为汶纳家族的发端者，他的儿子滴和塔也顺势入朝为官。滴迅速升至更高的官职只因拉玛二世对滴母系家族——邦昌家族（Bangchang）的偏爱。滴后来成为拉玛三世的港务大臣。